# آبشار کوین ماری
آبشار کوین ماری (به انگلیسی: Queen Mary Falls) آبشاری است که در کشور استرالیا واقع شده‌است و بلندترین ریزشگاه آن ۴۰ متر ارتفاع دارد. حوضهٔ آبریز این آبشار، رودخانه کانداماین است.